# Силе у ваздуху
Силе у ваздуху је југословенски телевизијски филм из 1989. године. Режирао га је Славенко Салетовић, а сценарио је написао Небојша Ромчевић.